# Viikate
Viikate est un groupe de heavy metal finlandais, originaire de Kouvola. Il est connu pour son lyrisme mélancolique, tirant son inspiration des films finlandais, notamment. Le groupe est formé par Kaarle et Simeoni Viikate qui en sont restés les seuls membres jusqu'en 2001, date à laquelle Arvo et Ervo ont rejoint le groupe. Les chansons les plus connues de Viikate sont Ei ole ketään kelle soittaa, Leimu, et Pohjoista Viljaa. Ils chantent exclusivement en finnois.

## Biographie
Viikate est formé en 1996 à Kouvola par le guitariste Kaarle Viikate (Kalle Virtanen) et le batteur Simeoni Viikate (Simo Kayristola.) au festival de rock annuel Ilosaarirock, dans la ville de Yoensuu. Leurs premiers mini-albums Vaiennut soitto et Roudasta Rospuuttoon sont publiés au label Syyslevyt. En 1999, ils signent un contrat avec le label Ranka Recordings, et publient leur premier album studio, Noutajan valssi en 2000. En 2005, le groupe est rejoint par le guitariste Arvo Viikate (Ari Tayminen) et le bassiste Hervo Viikate (Erkka Koskinen).
Le groupe joue principalement en Finlande, mais également à l'international et en particulier au festival Naapurivisa, et à Saint-Pétersbourg, en Russie au festival Ilosaarirock. En mars 2005, ils participent au Tuska Open Air. En 2007 sort leur nouvel album Marraskuun Lauluja 2, précédé la même année par Marraskuun Lauluja.

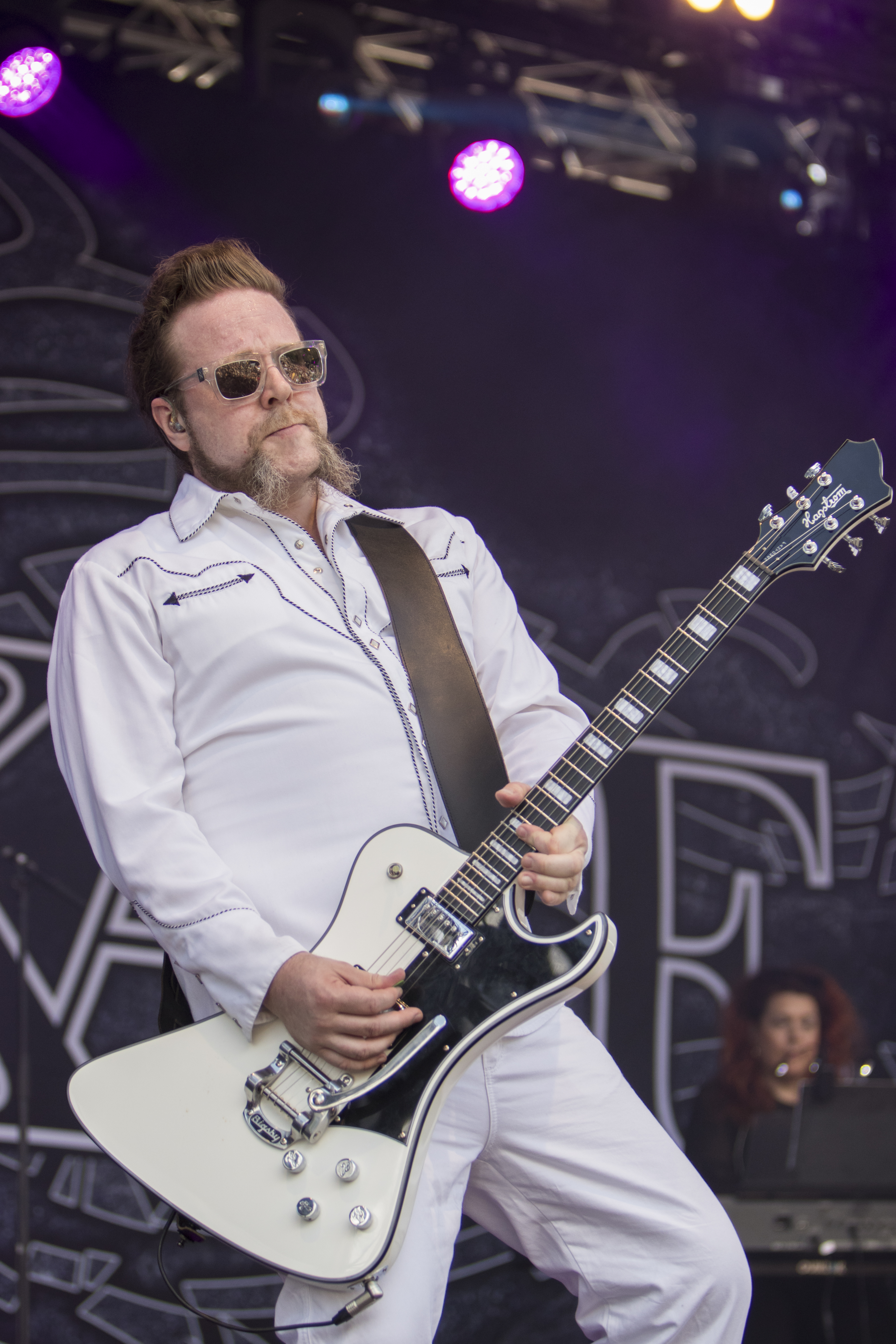
Karle Viikate au John Smith Festival en 2019.

Ils participent au Sea Festival 2012, organisé les 19 et 20 janvier 2012. La même année, en mars, Viikate publie une vidéo de sa chanson Petäjäveräjä, issue de leur album homonyme, Petäjäveräjä annoncé pour le 28 mars 2012 via Spinefarm Records. En 2016 sort l'album XII – Kouvostomolli au label Spinefarm,.

## Style musical
La plupart des chansons sont des mélodies lyriques, accompagnées d'éléments sonores extrêmes. Cependant, dans les derniers albums du groupe, les chansons se compose de riffs de guitare et de morceaux rythmiques. Le lyrisme mélancolique du groupe tire son inspiration des films finlandais des années 1950 et des chanteurs finlandais de l'époque, comme Reino Helismaa. Leur style est décrit comme « dismal rural folk rock metal ». Le nom de scène Viikate signifie « faux » en finnois.

## Membres
- Kaarle Viikate - basse, clavier (1996-2005), chant solo, guitare (depuis 1996)
- Simeoni Viikate - batterie (depuis 1996)
- Ervo Viikate - basse, chant (depuis 2005)
- Arvo Viikate - guitare, chant (depuis 2005)

## Discographie

### Albums studio
- 2000 : Noutajan valssi
- 2001 : Vuoden synkin juhla
- 2002 : Kaajärven rannat
- 2003 : Surut pois ja kukka rintaan
- 2005 : Unholan urut
- 2007 : Marraskuun lauluja I
- 2007 : Marraskuun lauluja II
- 2009 : Kuu kaakon yllä
- 2012 : Petäjäveräjät
- 2013 : Kymijoen lautturit
- 2014 : Panosvyö
- 2016 : XII - Kouvostomolli
- 2020 : Rillumarei!
- 2023 : Askel

### EPs
- 1998 : Vaiennut soitto
- 1999 : Roudasta rospuuttoon
- 2000 : Alakulotettuja tunnelmia
- 2001 : Valkea ja kuulas
- 2002 : Kevyesti keskellä päivää
- 2004 : Kuolleen miehen kupletti
- 2009 : Kesävainaja
- 2010 : Linna Espanjassa

### Singles
- 2001 : Odotus
- 2002 : Piinaava hiljaisuus
- 2002 : Ei ole ketään kelle soittaa
- 2002 : Nuori mies nimetön
- 2003 : Iltatähden rusko
- 2003 : Kaunis kotkan käsi
- 2003 : Leimu
- 2005 : Ohjoista viljaa
- 2005 : Tie
- 2005 : Vesi jota pelkäät
- 2005 : Maria Magdalena
- 2006 : Ah, ahtaita aikoja
- 2007 : Ei enkeleitä
- 2007 : Me olemme myöhäiset
- 2007 : Orret
- 2009 : Viina, terva & hauta
- 2009 : Kuu kaakon yllä
- 2010 : Hautajaissydän
- 2012 : Sysiässä
- 2013 : Oi pimeys
- 2013 : Tervaskanto
- 2015 : Pelastus
- 2017 : Synkkä ventti
- 2018 : Tuulenhuuhtomat
- 2020 : Huomenta humalaiset
- 2020 : Varjorastaat
- 2022 : Kavaljeeri
- 2022 : Vapauden sillan alla
- 2022 : Omakuva (karvalakki päässä)
- 2023 : Älä pelkää pimeää